# Dyane
Dyane là một thị trấn thống kê (census town) của quận Nashik thuộc bang Maharashtra, Ấn Độ.

## Nhân khẩu
Theo điều tra dân số năm 2001 của Ấn Độ, Dyane có dân số 24.837 người. Phái nam chiếm 51% tổng số dân và phái nữ chiếm 49%. Dyane có tỷ lệ 58% biết đọc biết viết, thấp hơn tỷ lệ trung bình toàn quốc là 59,5%: tỷ lệ cho phái nam là 64%, và tỷ lệ cho phái nữ là 51%. Tại Dyane, 20% dân số nhỏ hơn 6 tuổi.